# Academia Forțelor Terestre „Nicolae Bălcescu” din Sibiu
Academia Forțelor Terestre "Nicolae Bălcescu" din Sibiu este o instituție de învățământ superior militar în cadrul căreia se pregătesc viitorii ofițeri ai Armatei României. Academia a fost înființată în anul 1920.

Academia Forțelor Terestre "Nicolae Bălcescu "

## Legături externe
- Site oficial